# Level
Fly LEVEL SL, також відома як Level, — бренд авіакомпанії, під яким авіакомпанії, що належать International Airlines Group (IAG), здійснюють дешеві рейси. Бренд має зареєстрований офіс у Мадриді, Іспанія.
Спочатку Level був створений як недорогий далекомагістральний перевізник, а в червні 2017 року розпочав трансатлантичні послуги з аеропорту Барселона-Ель-Прат. У липні 2018 року Level розширив послуги на далекі відстані з паризького аеропорту Орлі, який перейняв на себе управління дочірньою компанією IAG OpenSkies, і почав надавати свої перші послуги на короткі відстані з міжнародного аеропорту Відня, яким керує Level Europe.
18 червня 2020 року Level Europe оголосила про банкрутство, і короткомагістральні рейси бренду, які виконувала австрійська авіакомпанія, були одразу припинені. 8 липня 2020 року було оголошено про припинення роботи OpenSkies, що призвело до завершення далекомагістральних рейсів бренду в паризькому Орлі , і хоча продаж квитків на рейси OpenSkies під брендом пізніше було відновлено, операції так і не відбулися. На далекомагістральні рейси бренду з Барселони, які виконує Iberia, закриття Level Europe та OpenSkies не вплинули.

## Історія

### Початковий запуск
Level був заснований IAG у відповідь на посилення конкуренції на ринку недорогих далеких перевезень, включаючи Norwegian Long Haul. 15 березня 2017 року генеральний директор IAG Віллі Волш оголосив про новий бренд разом із чотирма напрямками, які запустять у червні 2017 року з аеропорту Барселона–Ель-Прат. Це були Окленд, Лос-Анджелес, Буенос-Айрес і Пунта-Кана. Волш також зазначив, що бренд був запущений на рік раніше запланованого терміну. Для авіакомпанії Iberia був укладений однорічний контракт на виконання рейсів Level під кодами її авіакомпаній і надання необхідного персоналу, який з тих пір було продовжено, оскільки Level не отримав власний сертифікат експлуатанта (AOC).
Волш заявив, що корпорація, яка має намір взяти на себе управління брендом, продала 52 000 місць протягом двох днів після заснування та понад 147 000 через півтора місяці, що значно перевищило очікування IAG. Рим, Париж і Мілан також згадувалися як можливі місця для майбутнього розширення авіакомпанії в Європі разом з додатковими маршрутами з Барселони.

### Розширення на великі відстані
Відповідно до висловленого наміру продовжити подальше розширення шляхом додавання маршрутів з інших європейських міст, 28 листопада 2017 року компанія Level оголосила про початок польотів з паризького аеропорту Орлі до Монреаля та Пуент-а-Пітра та польотів з Барселони до Бостона з липня 2018 року, а рейси з Орлі до Фор-де-Франса та Ньюарка розпочнуться з вересня 2018 року. Рейси з Парижа-Орлі повинні були виконуватися із сертифікатом експлуатанта екіпажем OpenSkies, іншої авіакомпанії, що належить IAG.
Після припинення діяльності бренду OpenSkies 2 вересня 2018 року його діяльність була поглинена брендом Level. 8 листопада 2018 року було оголошено, що рейси з Барселони до Сантьяго-де-Чилі та Нью-Йорка JFK розпочнуться у березні та липні 2019 року відповідно. 8 травня 2019 року було оголошено про початок рейсу з Парижа до Лас-Вегаса з 30 жовтня 2019 року, який згодом було припинено до 1 березня 2020 року . 1 жовтня 2019 року було оголошено, що рейс між Парижем-Орлі та Бостоном розпочнеться з 31 березня 2020 року, але пізніше продаж квитків було закрито.
OpenSkies була серед трьох авіакомпаній, які подали заявку в Міністерство екології Франції на отримання прав на перевезення між Францією та Бразилією після того, як Aigle Azur і XL Airways France відмовилися від слотів і прав на перевезення в аеропортах, які припинили свою діяльність у вересні 2019 року. З п’яти щотижневих частот, доступних між Францією та Бразилією, OpenSkies подав заявку на три тижневі рейси між Парижем-Орлі та Ріо-де-Жанейро під брендом Level, з наміром зрештою використовувати всі п’ять частот, але не зміг надати конкретний робочий графік. коли це збільшить обслуговування. До січня 2020 року OpenSkies не було надано жодних прав на трафік, натомість Міністерство екології Франції надало чотири частоти French Bee та одну частоту Air France.
Пандемія COVID-19 і пов’язаний з нею вплив на авіацію призвели до припинення роботи коротко- та далекомагістрального флоту Level і подальшого призупинення його діяльності, починаючи з березня 2020 року. 8 липня 2020 року IAG оголосила, що OpenSkies, оператор польотів Level, що базується в паризькому Орлі, припинить свою діяльність, а наступного тижня розпочнуться переговори профспілки працівників і подальші процедури закриття.
 Попри оголошення про закриття OpenSkies, продаж квитків на рейси авіакомпанії в Парижі-Орлі було відновлено, роботу планували відновити в жовтні 2020 року , пізніше перенесли на грудень 2020 року, але операції так і не відновилися, а продаж квитків згодом був повністю закритий. Далекомагістральні рейси Level, які базувалися в Барселоні і виконувалися Iberia, відновили 11 вересня 2020 року зі зменшеною пропускною здатністю. Оскільки обмеження на поїздки між країнами продовжували зніматися, Level запустив новий маршрут між своєю базою в Барселоні та міжнародним аеропортом Канкуна 2 липня 2021 року . У наступні місяці у вересні 2021 року компанія оголосила, що 4 грудня 2021 року буде відновлено рейси в Пунта-Кану, а в жовтні 2021 року — Лос-Анджелес 28 березня 2022 року.

### Розширення на короткі відстані

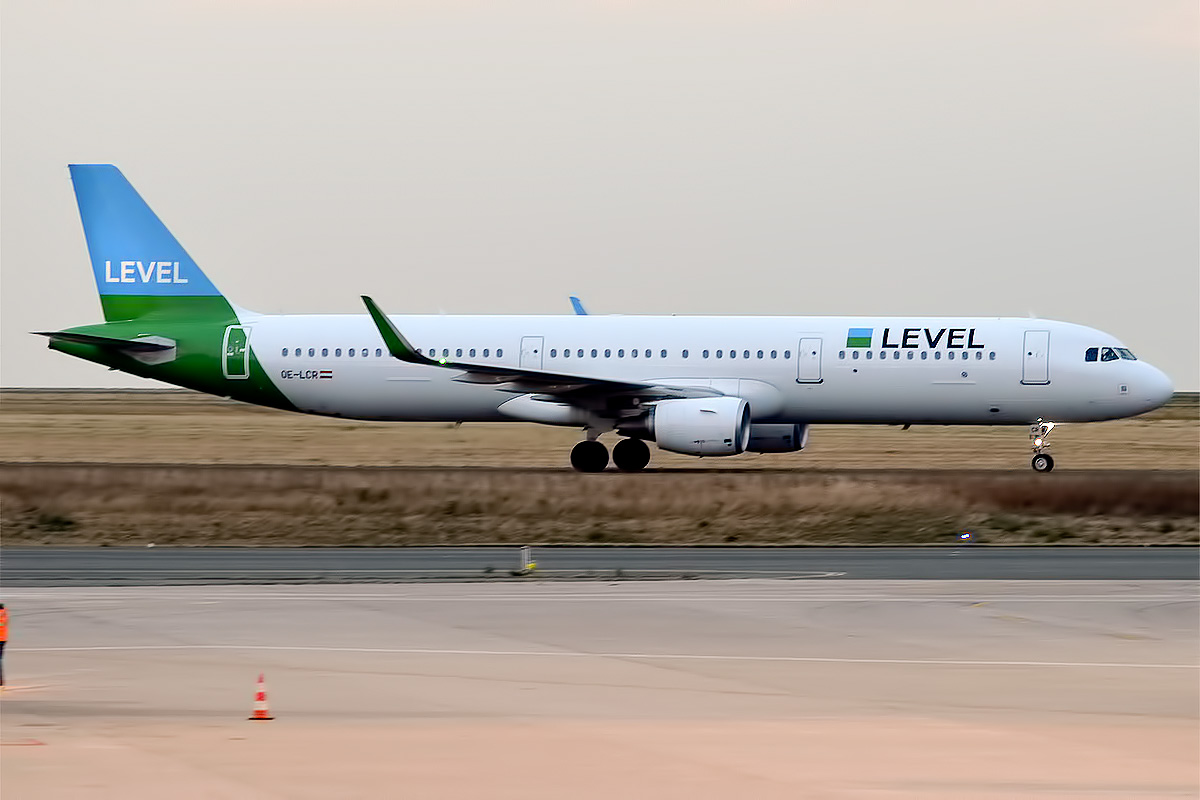
Колишній літак Level Airbus A321-200 використовувався на коротких маршрутах з Амстердама та Відня

29 червня 2018 року IAG оголосила про запуск нової недорогої австрійської дочірньої компанії Anisec Luftfahrt, яка буде виконувати рейси з міжнародного аеропорту Відня під назвою Level, починаючи з 17 липня 2018 року. Нова дочірня компанія мала власний австрійський сертифікат експлуатанта і базувала у Відні чотири літаки Airbus A321, які раніше використовували Air Berlin і Niki, з яких вона планувала обслуговувати 14 європейських напрямків від імені Level до кінця серпня 2018 року. Однак у грудні 2018 року компанія Level оголосила про скорочення мережі маршрутів до Відня, причому частота маршрутів була зменшена або взагалі скасована через те, що показники бізнесу нижчі від очікуваних.
14 березня 2019 року IAG підтвердила плани відкрити другу базу в амстердамському аеропорту Схіпгол, при цьому сім маршрутів, які вже обслуговує Vueling, перенесли з 6 квітня 2019 року на 15 серпня 2019 року. Маршрути після передачі планувалося виконувати під брендом Level компанією Anisec Luftfahrt, а три літаки Airbus A320 перевели з Vueling на Level у березні 2019 року. 18 червня 2019 року, під час Паризької авіашоу 2019, International Airlines Group підписала лист про наміри замовити загалом 200 літаків Boeing 737 MAX 8 і MAX 10 для авіакомпаній IAG, можливо, включаючи бренд Level, Vueling, і British Airways, хоча конкретні суми розподілу між діючими авіакомпаніями не були визначені. У грудні 2019 року Anisec Luftfahrt було перейменовано на Level Europe.
18 червня 2020 року всі короткомагістральні рейси, які виконувала Level Europe з її баз в Амстердамі та Відні, були припинені, оскільки компанія-оператор розпочала процес ліквідації.

## Розташування
Level має зареєстрований офіс у Мадриді, Іспанія, користуючись спільним з іспанською авіакомпанією Iberia простором, яка розташована на території аеропорту Мадрид-Барахас імені Адольфо Суареса. Бренд має додаткові офіси на території аеропорту Барселона-Ель-Прат, який спільно використовує іспанська бюджетна авіакомпанія Vueling.
За словами колишнього генерального директора International Airlines Group Віллі Волша, Level спочатку не мав головного виконавчого директора (CEO) після запуску в 2017 році. У свою чергу Вінсент Ходдер, який мав попередній досвід роботи в британській регіональній авіакомпанії Flybe, став першим генеральним директором Level 25 липня 2018 року . Пізніше 9 вересня 2019 року Ходдера змінив на посаді генерального директора Фернандо Кандела, який мав попередній досвід роботи в іспанських авіакомпаніях Iberia Express і Air Nostrum.

## Напрямки

### Далекі напрямки
Починаючи з березня 2017 року, далекомагістральні рейси під брендом були запущені з бази в аеропорту Барселона-Ель-Прат, рейси виконує Iberia. Починаючи з липня 2018 року, далекомагістральні рейси під брендом, який базується в паризькому аеропорту Орлі, здійснювалися компанією OpenSkies  до березня 2020 року через пандемію COVID-19, після чого IAG оголосила про закриття OpenSkies у липні 2020 року.
| Країна або територія     | Місто         | Аеропорт                                    | Примітки                     | посилання     |
| ------------------------ | ------------- | ------------------------------------------- | ---------------------------- | ------------- |
| Аргентина                | Буенос-Айрес  | Міжнародний аеропорт Міністра Пістаріні     |                              | [ 9 ]         |
| Канада                   | Монреаль      | Міжнародний аеропорт Монреаль-Трюдо         | Припинено                    | [ 4 ]         |
| Чилі                     | Сантьяго      | Міжнародний аеропорт Артуро Меріно Бенітес  | Відновлення з 31 жовтня 2022 | [ 15 ] [ 23 ] |
| Домініканська Республіка | Пунта-Кана    | Міжнародний аеропорт Пунта-Кана             | Сезонний                     | [ 9 ] [ 22 ]  |
| Франція                  | Париж         | Орлі                                        | [ 4 ]                        |               |
| Гваделупа                | Пуент-а-Пітр  | Пуент-а-Пітр                                | Припинено                    | [ 4 ]         |
| Мартиніка                | Фор-де-Франс  | Міжнародний аеропорт Мартініки Еме Сезер    | Припинено                    | [ 4 ]         |
| Мексика                  | Канкун        | Міжнародний аеропорт Канкун                 | Сезонний                     | [ 21 ]        |
| Іспанія                  | Барселона     | Барселона                                   | Базовий                      | [ 9 ]         |
| Сполучені Штати Америки  | Бостон        | Міжнародний аеропорт Логан                  |                              | [ 4 ]         |
| Сполучені Штати Америки  | Лас-Вегас     | Міжнародний аеропорт Маккаран               | Припинено                    | [ 16 ]        |
| Сполучені Штати Америки  | Лос-Анджелес  | Міжнародний аеропорт Лос-Анджелеса          |                              | [ 9 ] [ 23 ]  |
| Сполучені Штати Америки  | Ньюарк        | Ньюарк-Ліберті                              | Припинено                    | [ 4 ]         |
| Сполучені Штати Америки  | Нью-Йорк      | Міжнародний аеропорт імені Джона Ф. Кеннеді |                              | [ 15 ]        |
| Сполучені Штати Америки  | Окленд        | Міжнародний аеропорт Окленда                | Припинено                    | [ 9 ] [ 32 ]  |
| Сполучені Штати Америки  | Сан-Франциско | Сан-Франциско                               |                              |               |

### Короткомагістральні напрямки
Короткомагістральні рейси здійснювалися під брендом Anisec Luftfahrt (пізніше перейменовано на Level Europe) у період з липня 2018 року по березень 2020 року, коли операції були спочатку призупинені через пандемію COVID-19. 18 червня 2020 року Level Europe перейшло в управління, в результаті чого всі короткомагістральні рейси в Європі під брендом Level були припинені з негайним набранням чинності. У таблиці нижче показано статус кожного поточного, колишнього або запланованого напрямку на момент призупинення діяльності Level Europe у березні 2020 року до офіційного припинення діяльності авіакомпанії в червні 2020 року.
| Країна          | Місто         | Аеропорт               | Примітки  | Посилання |
| --------------- | ------------- | ---------------------- | --------- | --------- |
| Австрія         | Лінц          | Лінц                   | Припинено | [ 33 ]    |
| Австрія         | Зальцбург     | Зальцбург              | Сезонний  |           |
| Австрія         | Відень        | Відень                 | База      | [ 34 ]    |
| Хорватія        | Дубровник     | Дубровник              | Припинено |           |
| Кіпр            | Ларнака       | Ларнака                | Сезонний  | [ 35 ]    |
| Данія           | Копенгаген    | Копенгаген             | Припинено | [ 33 ]    |
| Франція         | Кальві        | Кальві                 | Сезонний  | [ 33 ]    |
| Франція         | Париж         | Париж — Шарль де Голль |           |           |
| Німеччина       | Гамбург       | Гамбург                | Припинено |           |
| Німеччина       | Меммінген     | Меммінген              | Сезонний  | [ 36 ]    |
| Німеччина       | Росток        | Росток                 | Сезонний  |           |
| Італія          | Генуя         | Генуя                  | Сезонний  | [ 33 ]    |
| Італія          | Мілан         | Мілан-Мальпенса        |           | [ 37 ]    |
| Італія          | Ольбія        | Ольбія                 | Припинено |           |
| Італія          | Рим           | Рим-Ф'юмічіно          |           | [ 37 ]    |
| Італія          | Венеція       | Венеція-Тессера        | Припинено |           |
| Нідерланди      | Амстердам     | Амстердам              | База      | [ 37 ]    |
| Португалія      | Лісабон       | Лісабон                |           |           |
| Португалія      | Порту         | Порту                  | Припинено |           |
| Іспанія         | Аліканте      | Аліканте               |           |           |
| Іспанія         | Барселона     | Барселона              |           |           |
| Іспанія         | Більбао       | Більбао                | Сезонний  |           |
| Іспанія         | Фуертевентура | Фуертевентура          |           | [ 37 ]    |
| Іспанія         | Ібіса         | Ібіса                  | Припинено |           |
| Іспанія         | Малага        | Малага                 | Сезонний  |           |
| Іспанія         | Пальма        | Пальма-де-Мальорка     | Сезонний  |           |
| Іспанія         | Севілья       | Севілья                | Припинено |           |
| Іспанія         | Валенсія      | Валенсія               | Припинено |           |
| Велика Британія | Лондон        | Лондон-Гатвік          | Припинено | [ 38 ]    |
| Велика Британія | Лондон        | Лутон                  |           | [ 37 ]    |

### Код-шерингові угоди
Станом на жовтень 2021, авіакомпанії, що виконували рейси для Level мали код-шерингові угоди з наступними авіакомпаніями:
- Alaska Airlines[39]
- American Airlines
- British Airways
- Iberia
- Vueling